# Park Jae-Kyu
Park Jae-Kyu est président de l'Université Kyungnam, à Masan ( Corée du Sud), ancien ministre de l'Unification et ancien directeur du Conseil de sécurité nationale de la République de Corée.

## Éducation supérieure et carrière académique
En 1963, il se rend à New York, aux États-Unis, pour étudier l'anglais à l'Université Columbia, puis intègre l'Université Fairleigh Dickinson où il étudie les relations internationales. Au City College of New York (CCNY), il développe un vif intérêt pour tout ce qui touche à la Corée du Nord. Après un passage à l'Université d'Exeter au Royaume-Uni et à la New School de New York, il obtient un doctorat de l'Université Kyunghee en Corée du Sud.
Professeur à l’Université Kyungnam, Park Jae-Kyu  y fonde en 1972 l’Institute of Far Eastern Studies (IFES) afin d'œuvrer pour le rapprochement des deux Corées.
Il est Président de l’Université Kyungnam de 1986 jusqu'en 2000, et à nouveau depuis 2003.
Il a également présidé un certain nombre d'associations, dont la Korean University Presidents Association (2001–2004), l'ISANG YUN Peace Foundation (2005–2009), le Northeast Asian Forum of University Presidents (2003–2011), ainsi que l'University of North Korean Studies (2005–2009). 

## Action en faveur de la paix inter-coréenne
Fin 1999, Kim Dae-Jung, Président de la République de Corée, le nomme ministre de l’Unification, chargé de mettre en œuvre une politique de coopération et de réconciliation avec la Corée du Nord.
À ce titre, Park Jae-Kyu joue un rôle clef dans l'organisation du premier sommet inter-coréen en juin 2000.
Il continue de conseiller le président de la République coréenne sur les questions relatives à l'unification coréenne, et participe au Comité présidentiel sur la Cohésion sociale.

## Distinctions
Park Jae-Kyu a reçu de nombreuses distinctions, dont le prix spécial du Jury pour la Prévention des Conflits, décerné par la Fondation Chirac en 2009,.

## Publications
Park Jae-Kyu est l’auteur de nombreux ouvrages sur la Corée du Nord et les relations inter-coréennes, dont :
- North Korea’s Foreign Policy (1977)
- North Korea’s Military Policy (1983)
- Politics of North Korea (1984)
- New Diplomacy of North Korea and Its Survival Strategy (1997)
- A Guide to Understanding North Korea (ed., Korean, 1997)
- New Readings of North Korea (ed., Korean, 2004)
- North Korea’s Dilemma and Future (ed., Korean, 2011).